# Bastion Żubr
Bastion Żubr (niem. Auerochs lub Maidloch) – zabytkowy element XVII-wiecznych fortyfikacji Gdańska w postaci bastionu.

## Położenie
Bastion położony jest na obszarze dzielnicy Śródmieście, a konkretniej na południowym krańcu Starego Przedmieścia, nad dawną fosą w postaci Opływu Motławy. Po jego wschodniej stronie znajduje się dawna forteczna śluza wodna na Motławie, to znaczy Śluza Kamienna. Po zachodniej stronie bastionu znajduje się natomiast Brama Nizinna, a za nią Bastion św. Gertrudy. Bezpośrednio do skarp Bastionu Żubr przylega Brama Kolejowa. Bastion położony jest na terenie Parku nad Opływem Motławy.

## Charakterystyka
Jeden z czternastu bastionów typu staroholenderskiego, którymi obwarowano dookolnie Gdańsk w latach 1622–1636 oraz jeden z pięciu tego typu obiektów istniejących w Gdańsku do dziś. Zachowany w najlepszym stanie spośród tych bastionów. Obiekt fortyfikacyjny mający postać nasypu ziemnego na planie pięcioboku, pokrytego darnią. Bastion jest trójpoziomowy – złożony z trzech następujących po sobie wałów ziemnych. Pierwszy wał otoczony jest ceglanym murem, natomiast ostatni wał zwieńczony jest nadszańcem. Wewnątrz bastionu znajduje się poterna. W epoce wojen napoleońskich bastion został obniżony. Mieścił się w nim magazyn prochowy. W trakcie II wojny światowej poterna służyła za schron przeciwlotniczy. 